# Stizocera punctatissima
Stizocera punctatissima är en skalbaggsart som beskrevs av Martins 2005. Stizocera punctatissima ingår i släktet Stizocera och familjen långhorningar. Inga underarter finns listade i Catalogue of Life.